# Tomislav Lukač
Don Tomislav Lukač (Kaštel Štafilić, 4. rujna 1993.) hrvatski je svećenik salezijanac. Trenutno je voditelj oratorija Dominik Savio u crkvi Svete Mati Slobode na Zagrebačkom Jarunu. Salezijansku formaciju proveo je u Italiji i brojnim hrvatskim salezijanskim oratorijima u aktivnom radu s mladima.
U Hrvatskoj je poznat kao svećenik s TikToka, gdje broji preko 60 tisuća pratitelja.